# Pazzo amore
Pazzo amore è il venticinquesimo ed ultimo album di Domenico Modugno, pubblicato nel 1984.

## Il disco
È l'ultimo album del cantautore pugliese. Poco dopo la pubblicazione di questo disco infatti Modugno, durante le registrazioni del programma quiz di Mediaset La luna nel pozzo, del quale era il conduttore, fu colpito da un ictus che lo lasciò semiparalizzato e che lo costrinse per anni ad interrompere la carriera musicale, ritornando a cantare solo nel 1991, non pubblicando però nuovi album.
L'album era il primo del cantante pubblicato dalla Panarecord dopo il divorzio artistico avvenuto l'anno precedente con la Carosello. Come era spesso avvenuto precedentemente nella carriera del cantante, l'album oltre a tre brani inediti comprendeva nuovi arrangiamenti di noti vecchi brani.
I tre brani inediti del disco sono Pazzo amore (che era anche la sigla del programma televisivo sopracitato), Le donne belle e Chi si vuol bene come noi, che, scritta inizialmente da Modugno nel 1967 con il titolo Nessuna donna al mondo, fu poi portata al successo, con questo nuovo testo scritto da Vito Pallavicini, da Shirley Bassey.
Gli arrangiamenti sono curati dal maestro Nello Ciangherotti. In contemporanea con il disco (registrato nel marzo di quell'anno) venne pubblicato il 45 giri Pazzo amore/Nel blu dipinto di blu.
La copertina raffigura un primo piano di Modugno. Quest'album non è mai stato ripubblicato in CD.

## Tracce
LATO A
- Pazzo amore (testo e musica di Domenico Modugno)
- Chi si vuol bene come noi (testo di Vito Pallavicini, musica di Domenico Modugno)
- L'uomo in Frack (testo e musica di Domenico Modugno)
- Le donne belle (testo di Claudio Siliotto, musica di Domenico Modugno e Claudio Siliotto)
- O ccafè (testo e musica di Domenico Modugno)
- La donna riccia (testo e musica di Domenico Modugno)

LATO B
- Nel blu dipinto di blu (testo di Domenico Modugno e Franco Migliacci, musica di Domenico Modugno)
- Resta cu'mme (testo di Dino Verde , musica di Domenico Modugno)
- Stasera pago io (testo e musica di Domenico Modugno)
- Come stai (testo di Riccardo Pazzaglia e musica di Domenico Modugno)
- Io (testo di Franco Migliacci e Domenico Moodugno, musica di Domenico Modugno)
- Nisciuno pò sapè (testo di Riccardo Pazzaglia, musica di Domenico Modugno)